# Parnassiinae
Parnassiinae (denumire comună: fluturi Apolo) este o subfamilie de fluturi din familia Papilionidae. Subfamilia include aporximativ 50 de specii de fluturi de mărime medie, colorați în alb sau galben.  Aceste specii zboară la altitudini mari și sunt răspândite în Asia, Europa și America de Nord.
Triburile de parnassinee sunt: Parnassiini, Zerynthiini și Luehdorfiini.

## Galerie
Subfamilia : Parnassiinae.

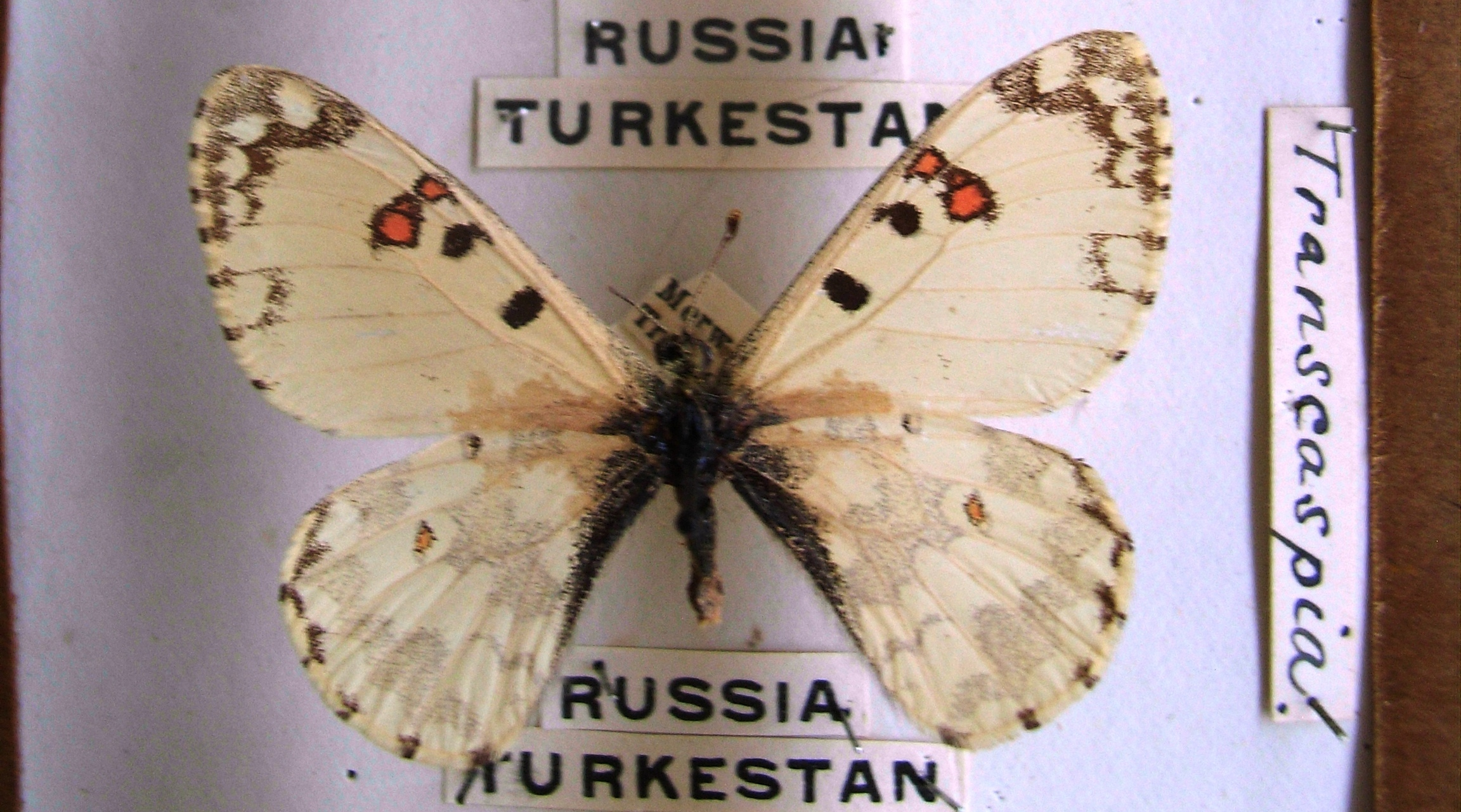
Hypermnestra helios, tribul Parnassiini.
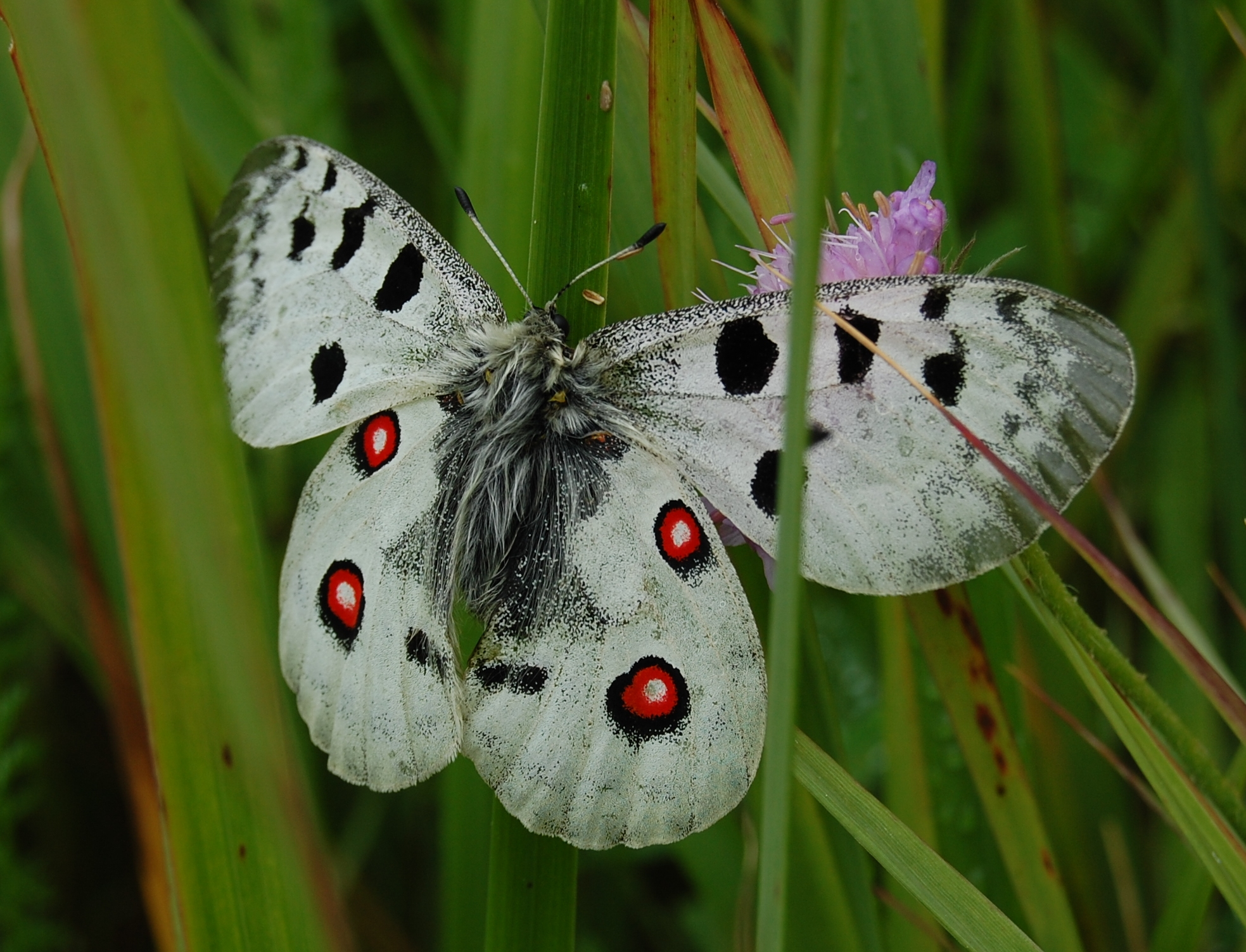
Parnassius apollo tribul Parnassiini.
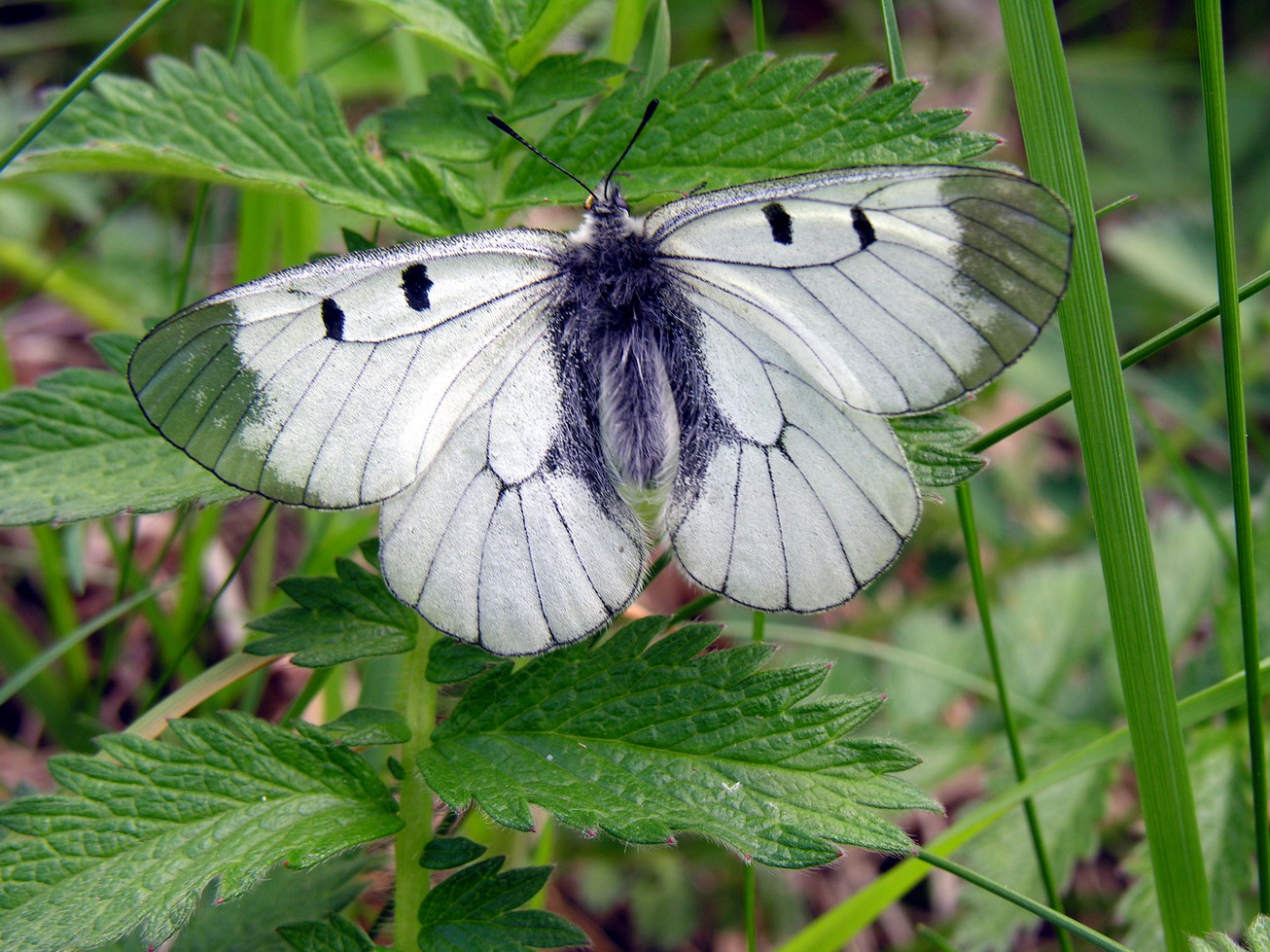
Parnassius mnemosyne tribul Parnassiini.
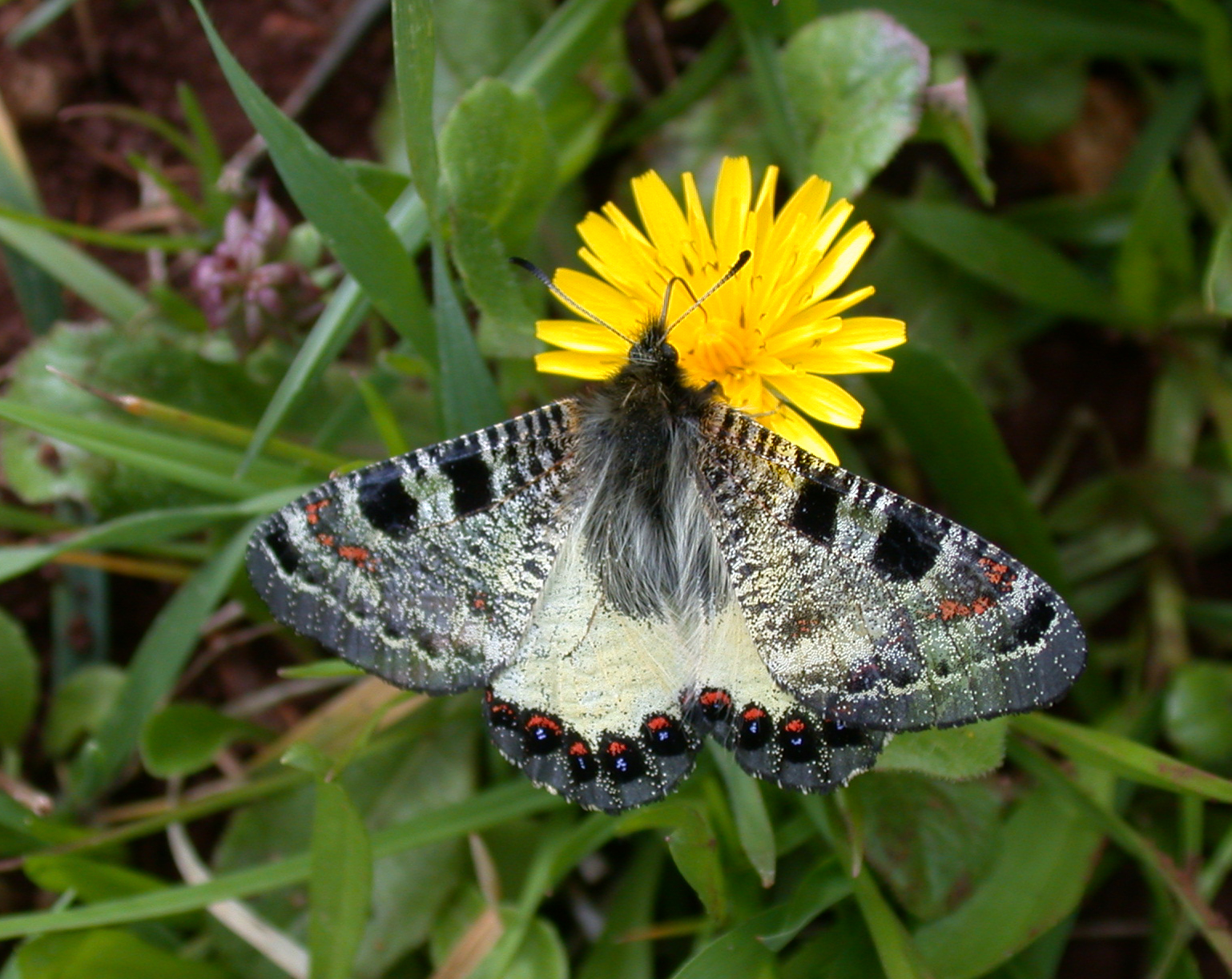
Archon apollinus tribul Luehdorfiini.
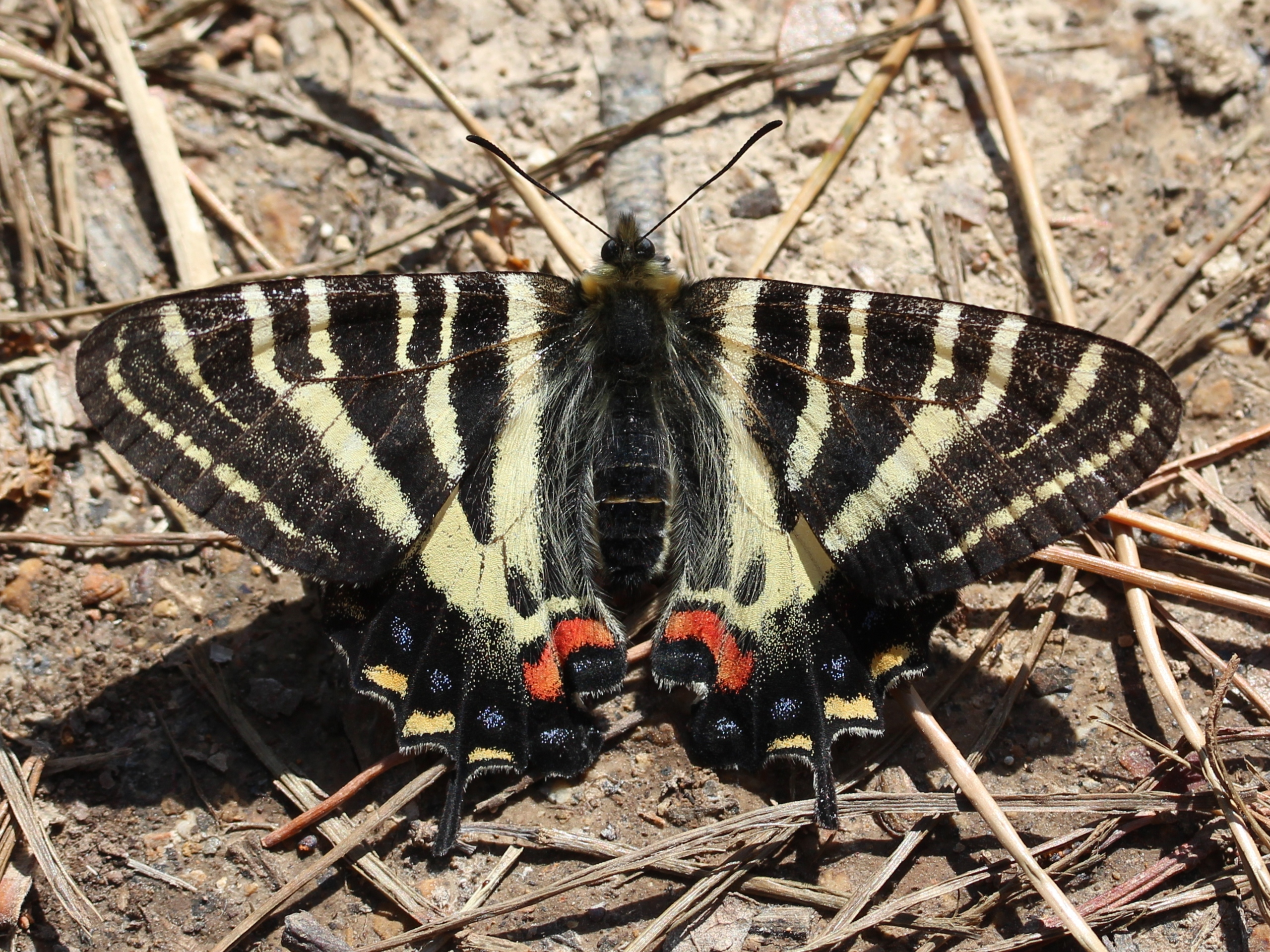
Luehdorfia japonica tribul Luehdorfiini.
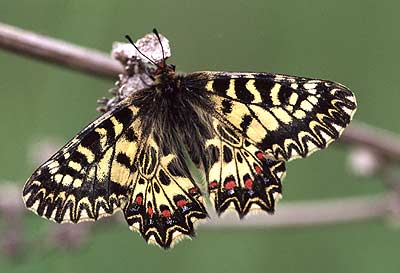
Zerynthia polyxena tribul Zerythiini.
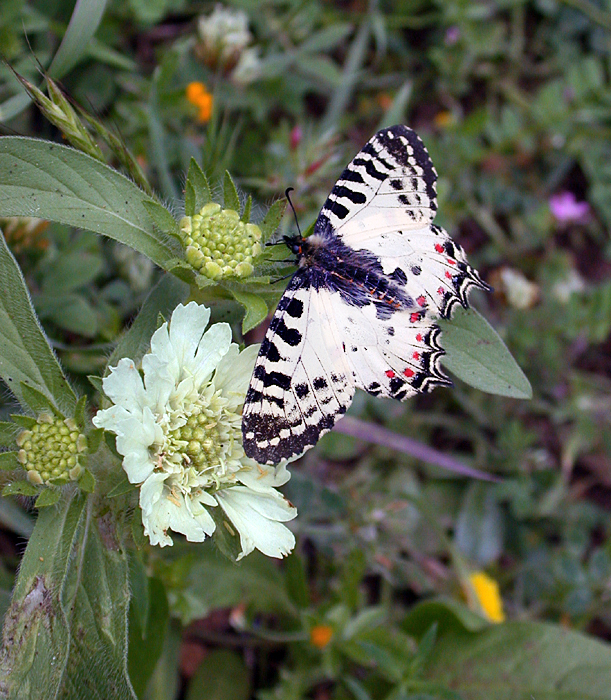
Allancastria cerisyi tribul Zerythiini.
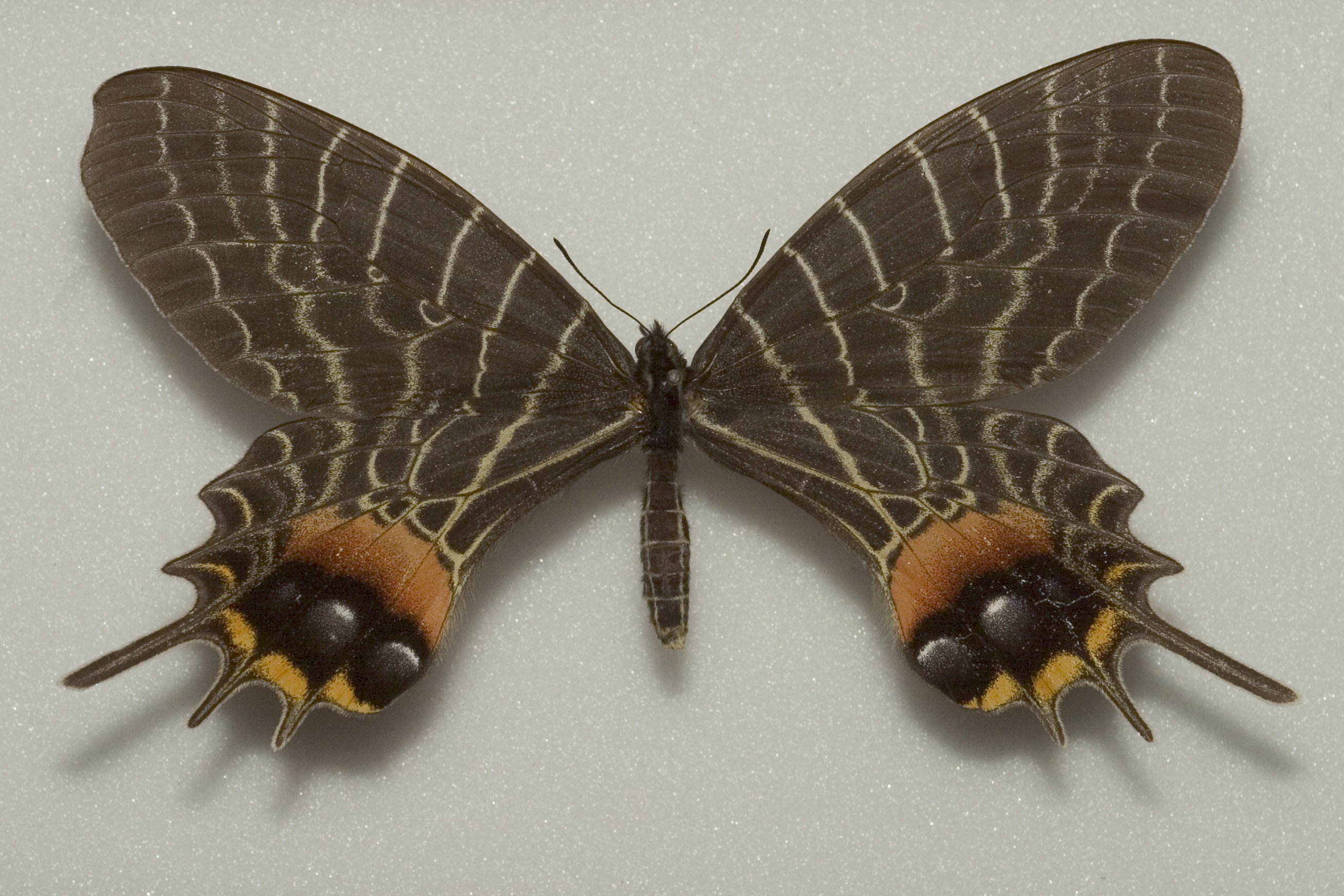
Bhutanitis lidderdalii tribul Zerythiini.